# Maki Kashimada
Maki Kashimada (鹿島田 真希, Kashimada Maki) (Tóquio, 26 de outubro de 1976) é uma escritora japonesa. Conquistou o Prêmio Bungei, Prêmio Mishima Yukio, Prêmio Literário Noma e o Prêmio Akutagawa.

## Educação
Kashimada nasceu em Tóquio, Japão. Em 1998, ainda universitária, apresentou sua obra Nihiki ao Prêmio Bungei e conquistou o 35° prêmio. Mais tarde, ela se formou na Universidade de Mulheres de Shirayuri, após escrever uma tese sobre Julia Kristeva.

## Carreira
Em 2005, Kashimada ganhou o 18º Prêmio Mishima Yukio com a obra Rokusendo no ai, uma história ambientada em Nagasaki e vagamente inspirada no roteiro de Marguerite Duras em Hiroshima, Meu Amor. Em 2007, Kashimada ganhou o 29º Prêmio Literário Noma com Pikarudī no sando. Em 2012, após ter seu trabalho indicado para o Prêmio Akutagawa várias vezes e quase dividir o prêmio com Akiko Akazome em 2010, Kashimada ganhou o 147º Prêmio Akutagawa com Meido meguri.

## Vida pessoal
Kashimada é membra da Igreja Ortodoxa do Japão e é casada com um membro do clero.

## Reconhecimento
- 35º Prêmio Bungei (1998)[10]
- 18º Prêmio Mishima Yukio (2005)[11]
- 29º Prêmio Noma Literary New Face (2007)[12]
- 147º Prêmio Akutagawa (2012上)[13]

## Obras
- Nihiki (二匹) , Kawade Shobō Shinsha, 1999,ISBN 9784309012605
- Region no hanayome (レギオンの花嫁) , Kawade Shobō Shinsha, 2000,ISBN 9784309013381
- Hitori no kanashimi wa sekai no owari ni hitteki suru (一人の哀しみは世界の終りに匹敵する) , Kawade Shobō Shinsha, 2003,ISBN 9784309015491
- Shirobara yonshimai satsujin jiken (白バラ四姉妹殺人事件) , Shinchosha, 2004,ISBN 9784104695010
- Rokusendo no ai (六〇〇〇度の愛) , Shinchosha, 2005,ISBN 9784104695027
- Nanbā wan konsutorakushon (ナンバーワン・コンストラクション) , Shinchosha, 2006,ISBN 9784104695034
- Pikarudī no sando (ピカルディーの三度) , Kodansha, 2007,ISBN 9784062142755
- Zero no ōkoku (ゼロの王国) , Kodansha, 2009,ISBN 9784062154147
- Ōgon no saru (黄金の猿) , Bungeishunjū, 2009,ISBN 9784163283401
- Onna no niwa (女の庭) , Kawade Shobō Shinsha, 2009,ISBN 9784309019024
- Kitare yakyūbu (来たれ, 野球部) , Kodansha, 2011,ISBN 9784062172851
- Meido meguri (冥土めぐり) , Kawade Shobō Shinsha, 2012,ISBN 9784309021225
- Sono akatsuki no nurusa (その暁のぬるさ) , Shueisha, 2012,ISBN 9784087713725
- Harumonia (ハルモニア) , Shinchosha, 2013,ISBN 9784104695041
- Kurete iku ai (暮れていく愛) , Bungeishunjū, 2013,ISBN 9784163821405
- Shōjo no tame no himitsu no seisho (少女のための秘密の聖書) , Shinchosha, 2014,ISBN 9784104695058
- Shōnen seijo (少年聖女) , Kawade Shobō Shinsha, 2016,ISBN 9784309025001
- Erabareshi kowareyatachi (選ばれし壊れ屋たち) , Bungeishunjū, 2016,ISBN 9784163904351